# Ewa Swoboda
Ewa Nikola Swoboda (født 26. juli 1996) er en polsk sprinter, der konkurrerer indenfor for 100-meterløb og 60-meterløb indendørs. Swoboda har verdensrekorden for juniorer på 7,07 sekunder og den polske rekord på 6,98 sekunder på 60-meter.
I juni 2024 vandt Swododa EM-sølv i kvindernes 100 meter ved EM i atletik 2024 i Rom ved kun at tabe 11,03 sekunder til britiske Dina Asher-Smith. Ved Sommer-OL 2024 i Paris nåede hun semifinalen i 100 meter-løbet, med missede finalen med blot 0,01 sekunder.